# محب‌الله
محب‌الله ({{Lang-ur| محب اللہ آفریدی؛ زادهٔ ۲۳ مهٔ ۲۰۰۵) بازیکن فوتبال اهل پاکستان است.
وی همچنین در تیم‌های ملی فوتبال زیر ۲۳ سال پاکستان و پاکستان بازی کرده است.